# Fiamme nell'ombra
Fiamme nell'ombra è un mediometraggio muto italiano del 1915 diretto da Baldassarre Negroni.